# Distretto di Nooken
Il distretto di Nooken (in kirghiso Ноокен району?, Nooken rayonu) è un distretto (raion) del Kirghizistan con  capoluogo Massy.